# Johann Schütz (Richter)
Johann Schütz (* 27. Februar 1913 in Kirchehrenbach, Landkreis Forchheim; † 25. Februar 2010) war ein deutscher Jurist und Rechtswissenschaftler.

## Leben
Johann Schütz studierte ab 1933 Rechts- und Staatswissenschaften an der Universität Erlangen. Nach Einberufung zur Wehrmacht und Rückkehr aus der Kriegsgefangenschaft absolvierte er die zweite juristische Staatsprüfung und trat 1947 in die Justizverwaltung des Freistaates Bayern ein. Schütz war Richter am Amtsgericht Bamberg und Landgericht Bamberg, danach Erster Staatsanwalt in Coburg und Oberstaatsanwalt bei dem Oberlandesgericht Bamberg. 1960 wurde er an der Universität Erlangen mit einer Arbeit aus dem Strafprozessrecht zum Dr. iur. promoviert.
Am 1. Juni 1965 wurde Schütz Präsident des Landgerichts Würzburg, ein halbes Jahr später  Generalstaatsanwalt in Bamberg. In der Zeit der 68er-Bewegung hatte er mit der Außerparlamentarischen Opposition zu tun („Knast-Camp“ in Ebrach und „Sturm auf das Landratsamt“ in Bamberg). Er engagierte sich vor allem für den juristischen Nachwuchs und war Leiter der Referendararbeitsgemeinschaft des LG Bamberg.
1970 wurde er Präsident des Oberlandesgerichts Bamberg. 1978 ging er als Richter in Ruhestand. Bis zu seinem 88. Lebensjahr lehrte er als Honorarprofessor Strafrecht, Strafprozessrecht und deutsche Rechtsgeschichte an der Universität Bayreuth.
Er publizierte zahlreiche Aufsätze, insbesondere zu rechtshistorischen Themen wie Justiz in der Zeit des Nationalsozialismus und Aufbau einer rechtsstaatlichen Justiz im Oberlandesgerichtsbezirk Bamberg nach 1945.
Er war seit 1933 Mitglied der katholischen Studentenverbindung K.D.St.V. Gothia Erlangen im Cartellverband (CV). 2008 nahm er das äußerst seltene 150-Semester-Band der Verbindung entgegen.

## Ehrungen und Auszeichnungen
- 1975: Bayerischer Verdienstorden für seine Verdienste um Justiz und Gesellschaft
- 1981: Großes Verdienstkreuz des Verdienstordens der Bundesrepublik Deutschland
- 2001: Fakultätsmedaille des juristischen Fachbereichs der Universität Bayreuth
- 2004: Medaille für Verdienste um die Bayerische Justiz für seine Forschungsarbeiten über die Wurzeln der Bamberger Rechtsgeschichte und wegen seiner Auseinandersetzung mit der Justiz im Dritten Reich